# Sarah Bovy
Sarah Bovy (née le 15 mai 1989 à Bruxelles en Belgique) est une pilote de course automobile belge qui participe à des épreuves d'endurance au volant de voitures de Grand tourisme dans des championnats tels que la GT World Challenge Europe Endurance Cup, la Michelin Le Mans Cup, l'European Le Mans Series, l'Asian Le Mans Series, le Championnat du monde d'endurance ainsi que les 24 Heures du Mans,.

## Palmarès

### Résultats aux24 Heures du Mans
| Année | Écurie     | Copilotes                   | Voiture                        | Classe   | Tours | Pos. | Class Pos. |
| ----- | ---------- | --------------------------- | ------------------------------ | -------- | ----- | ---- | ---------- |
| 2021  | Iron Dames | Rahel Frey Michelle Gatting | Ferrari 488 GTE Evo            | LMGTE Am | 332   | 36e  | 9e         |
| 2022  | Iron Dames | Rahel Frey Michelle Gatting | Ferrari 488 GTE Evo            | LMGTE Am | 339   | 41e  | 8e         |
| 2023  | Iron Dames | Rahel Frey Michelle Gatting | Porsche 911 RSR-19             | LMGTE Am | 312   | 30e  | 4e         |
| 2024  | Iron Dames | Rahel Frey Michelle Gatting | Lamborghini Huracan LMGT3 EVO2 | LMGT3    | 279   | 32e  | 5e         |

### Résultats enChampionnat du monde d'endurance
| Année | Écurie     | Châssis             | Moteur                        | Classe   | 1     | 2   | 3     | 4     | 5     | 6     | Position | Points |
| ----- | ---------- | ------------------- | ----------------------------- | -------- | ----- | --- | ----- | ----- | ----- | ----- | -------- | ------ |
| 2021  | Iron Lynx  | Ferrari 488 GTE Evo | Ferrari F154CB 3,9 L V8 Turbo | LMGTE Am | SPA   | POR | MNZ 8 | LMS 6 | BHR 8 | BHR 8 | 14e      | 30     |
| 2021  | Iron Dames | Ferrari 488 GTE Evo | Ferrari F154CB 3,9 L V8 Turbo | LMGTE Am | SEB 5 | SPA | LMS 6 | MON 2 | FUJ 2 | BHR   | 6e*      | 68*    |

* Saison en cours.

### Résultats enEuropean Le Mans Series
| Année | Écurie     | Châssis             | Moteur                        | Classe | 1     | 2     | 3     | 4        | 5     | 6     | Position | Points |
| ----- | ---------- | ------------------- | ----------------------------- | ------ | ----- | ----- | ----- | -------- | ----- | ----- | -------- | ------ |
| 2021  | Iron Dames | Ferrari 488 GTE Evo | Ferrari F154CB 3,9 L V8 Turbo | LMGTE  | BAR   | RBR   | LEC   | MON      | SPA 3 | POR 3 | 14e      | 30     |
| 2022  | Iron Dames | Ferrari 488 GTE Evo | Ferrari F154CB 3,9 L V8 Turbo | LMGTE  | LEC 4 | IMO 8 | MON 5 | BAR Abd. | SAP 2 | POR 1 | 3e       | 70     |

* Saison en cours.

### Résultats enAsian Le Mans Series
| Année     | Écurie | Châssis      | Moteur                      | Classe | 1     | 2   | 3   | 4   | Position | Points |
| --------- | ------ | ------------ | --------------------------- | ------ | ----- | --- | --- | --- | -------- | ------ |
| 2018-2019 | R24    | Ligier JS P3 | Nissan VK50VE 5,0 L V8 Atmo | LMP3   | ZHU 7 | FUJ | BUR | SEP | 12e      | 6      |